# Liste der Naturdenkmale in Venningen
Die Liste der Naturdenkmale in Venningen nennt die im Gemeindegebiet von Venningen ausgewiesenen Naturdenkmale (Stand 23. Mai 2024).

## Naturdenkmale
| Nr.         | Bezeichnung    | Lage                                                             | Beschreibung                                                                               | Bild                                    |
| ----------- | -------------- | ---------------------------------------------------------------- | ------------------------------------------------------------------------------------------ | --------------------------------------- |
| ND-7337-183 | Am Spitzbergel | westlich des Ortes in der Waldgemarkung auf dem Spitzbergel Lage | Bestand von Diphasiastrum tristachyum; flächenhaftes Naturdenkmal;; teilweise zu Edenkoben | Direkt Bild zu diesem Denkmal hochladen |